# Big Band de Lausanne
 (mai 2022).
Le  Big Band de Lausanne, créé en 1982, est un groupe de jazz vaudois.

## Biographie
Le Big Band de Lausanne (BBL) a été fondé en 1982 par le polyinstrumentiste Christian Gavillet. Pilier essentiel du jazz en Suisse romande, ce grand orchestre de jazz commence par s'approprier le langage des maîtres américains Duke Ellington, Count Basie ou Gil Evans, en tâchant de le reproduire le plus fidèlement possible. Composé à l'origine de seize à dix-huit musiciens, quatre trompettes et bugles (Matthieu Michel, William Holden, Serge Wintsch puis Raoul Schmassmann, Jean-Michel Pélichet), de quatre trombones (Vincent Lachat, Bernard Trinchan, Nestor Beney et Jean-Pierre Beltrami), de cinq saxophones (Michel Weber, Yvan Ischer, Claude Montandon, Corinne Juillerat et Frédéric Letté), d'un pianiste (Véronique Piller ou Thierry Lang ou François Buttet), d'un contrebassiste (Antoine Ogayà et d'un percussionniste (Marcel Papaux ou Jean-Philippe Larpin), l'ensemble, par son sérieux, son travail continu, se fait très vite reconnaître et apprécier comme l'un des meilleurs d'Europe dans son domaine.
Après quelques années, le BBL commence à se créer un répertoire plus personnel et contemporain, en interprétant ou en commandant des pièces au grand compositeur de jazz George Gruntz, à Bob Mintzer, Ray Anderson, John LaBarbera ou Kenny Werner, ainsi qu'à différents membres de l'orchestre qui ont signé compositions et arrangements. Le BBL n'hésite pas à s'associer à différents artistes et jazzmen pour des concerts ou au disque : Johnny Griffin (2000), Harry "Sweets" Edison ou le trompettiste Marvin Stamm, ou encore le percussionniste et compositeur Pascal Auberson (1993). En 1999, le BBL crée un spectacle musical, W52nd & Onyx, avec le comédien Jean-Pierre Cassel et la chanteuse Florence Chitacumbi. Plus récemment, le Big Band de Lausanne a collaboré avec le compositeur et arrangeur Ohad Talmor, le saxophoniste américain Chris Potter et l'harmoniciste genevois Grégoire Maret, lors du Cully Jazz Festival de 2011.
Se mettant au diapason des grands orchestres classiques, le Big Band de Lausanne a créé sa propre association, et est présidé par Yvan Ischer, homme de radio, saxophoniste et bon manager qui consacre une partie de son temps à la recherche de subventions et de sponsors pour l'orchestre, tout en regrettant que celui-ci ne puisse bénéficier des aides accordées aux orchestres classiques.Le Big Band de Lausanne a enregistré plusieurs albums parmi lesquels on peut citer: Monk's Dream à la fin de l'année 1989, réédité en 2002 (Elephant/ Plainisphare) ; un livre-hommage aux grands noms du jazz, Jazz Story, écrit par Yvan Ischer et paru en 1990 (Mondoviva) ; Spring Song (TCB, 1992) ; Concerto pour harmonica (TCB, 1993), avec Toots Thielemans à l'harmonica, Fred Hersch au piano et l'Orchestre de Chambre de Lausanne, sous la direction de Roby Seidl. Vient ensuite Astor, consacré uniquement à des œuvres écrites par des membres de l'orchestre : Danilo Moccia, Carlos Baumann, Charles Papasoff, Christian Gavillet, Yvan Ischer, Patrick Muller et Matthieu Michel (TCB, 1995). Un spectacle en collaboration avec Pascal Auberson qui rêve d'explorer en musique ce que pouvait être le "big bang" et s'inspire de textes d'Hubert Reeves, entre autres, Big Bang, est présenté au spectacle de Montreux en 1997 avec Pascal Auberson et Jean-François Bovard en solistes et paru un an plus tard (Disques Office, 1998) ; enfin, le disque Duke's sacred music (TCB, 2000) est consacré au répertoire sacré d'Ellington et enregistré lors de sa création à la cathédrale de Lugano fin 1998, avec les solistes Jon Faddis, Adam Nussbaum, Alland Harris et Michele Hendricks.
Le Big Band de Lausanne poursuit ses activités, collaborant avec différents artistes pour créer de nouveaux spectacles.

## Sources
- « Big Band de Lausanne », sur la base de données des personnalités vaudoises sur la plateforme « Patrinum » de la Bibliothèque cantonale et universitaire de Lausanne.

- Big Band de Lausanne, Duke Ellington's sacred music : live at the Lugano Cathedral, TCB Music, 2000, cote BCUL: DCJ 1546
- Pascal Auberson, Big Band de Lausanne, Jean-François Bovard, Big Bang, Disques Office, 1998, cote BCUL: DCJ 571
- Big Band de Lausanne, Charles Papasoff, Christian Gavillet, Astor, TCB, 1995, cote BCUL: DCJ 687
- Toots Thielemans, Fred Hersch, Christian Gavillet, Concerto pour harmonica, TCB, 1993, cote BCUL: DCJ 688
- Big Band de Lausanne, Johnny Griffin, A Monk's Dream, Elephant/Plainisphare, (1989/2002)
- Yvan Ischer, Big Band de Lausanne, Jazz Story, s.l., Mondoviva, 1990
- Borgeaud, Pierre-Yves, "Le big bang de Lausanne", L'Hebdo, 1993/03/18-24, n° 11, p. 75
- Gaillard, Florence, "Les familles recomposées de Florence Chitacumbi", Le Temps, 2004/04/01
- Senff, "L'un et le multiple", 24 Heures, 2007/03/27, p. 39
- "Genève: 20 ans de jazz", Le Progrès, Lyon, 1998/10/16
- Barbey, Michel, "Jean-François Bovard, trombone hors-mesure", Le Temps, 2001/06/28
- Poget, "Ébouriffant duel de monstres", 24 Heures, 2007/10/27, p. 34
- "Le swing façon Riff Raff", Le Progrès, Lyon, 1998/03/04.